# 疑似餌

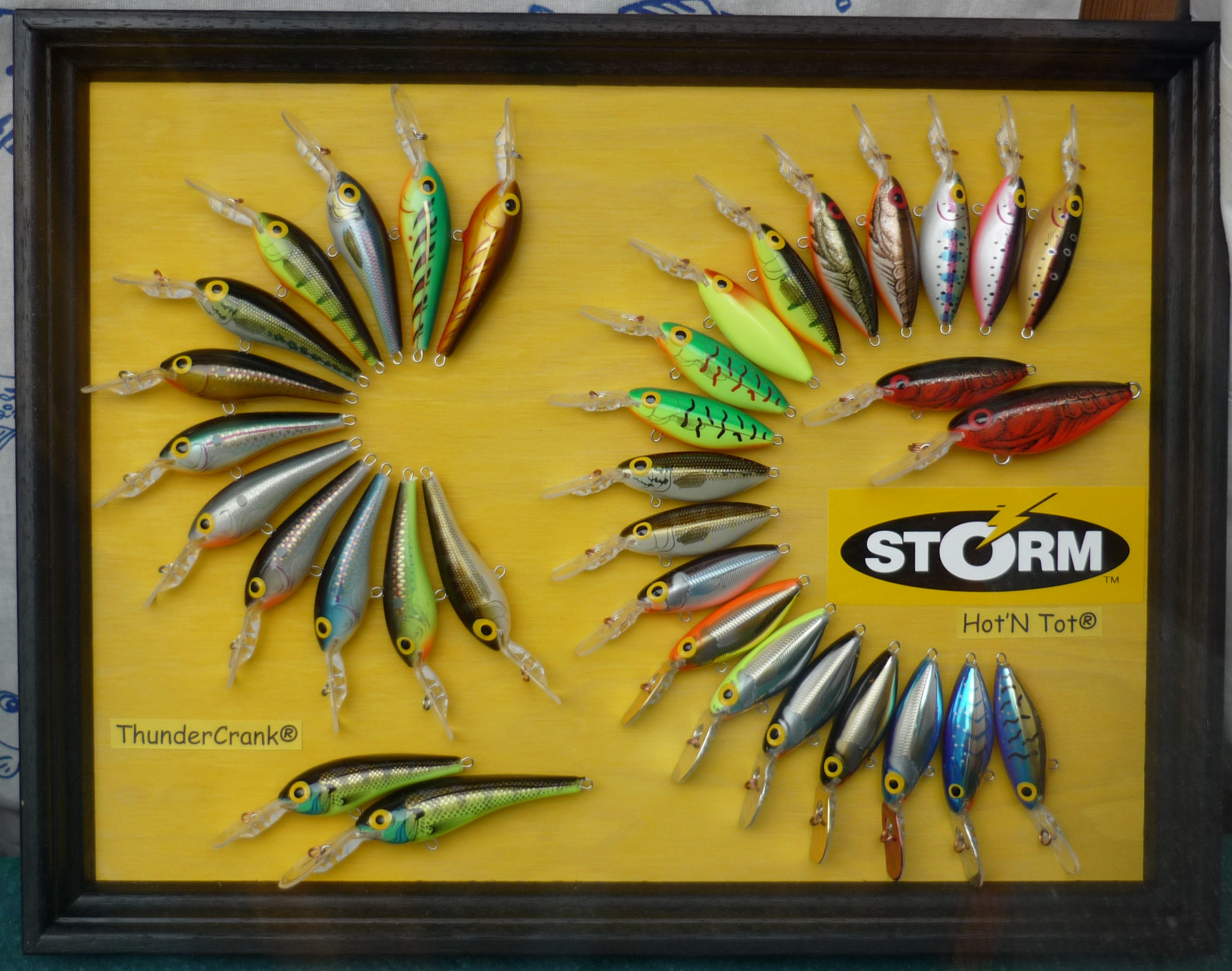
魚を模した形状と色彩のルアー

擬似餌（ぎじえ）とは、魚を釣る際に、本来魚が食べない物を餌として用いるもの。針の部分も含めて呼ぶことが多いが、一部のルアーやソフトルアー（ワーム）など、針が付いていない状態で販売されている物もある。本来の用字は疑似餌。
擬似餌には魚が自然の中で食べている昆虫や小魚などに似せて、「マッチ・ザ・ベイト」や「マッチ・ザ・ハッチ」の考えで作られたものと、自然界には存在しない形状や光や音のアピールで魚の関心を引くものがある。
木製又は合成樹脂製の魚の形又は対象となる餌となる生物をデフォルメして模した擬似餌。本来肉食の対象魚用の擬似餌だが、まれに草食魚が反射的に釣れる事もある。

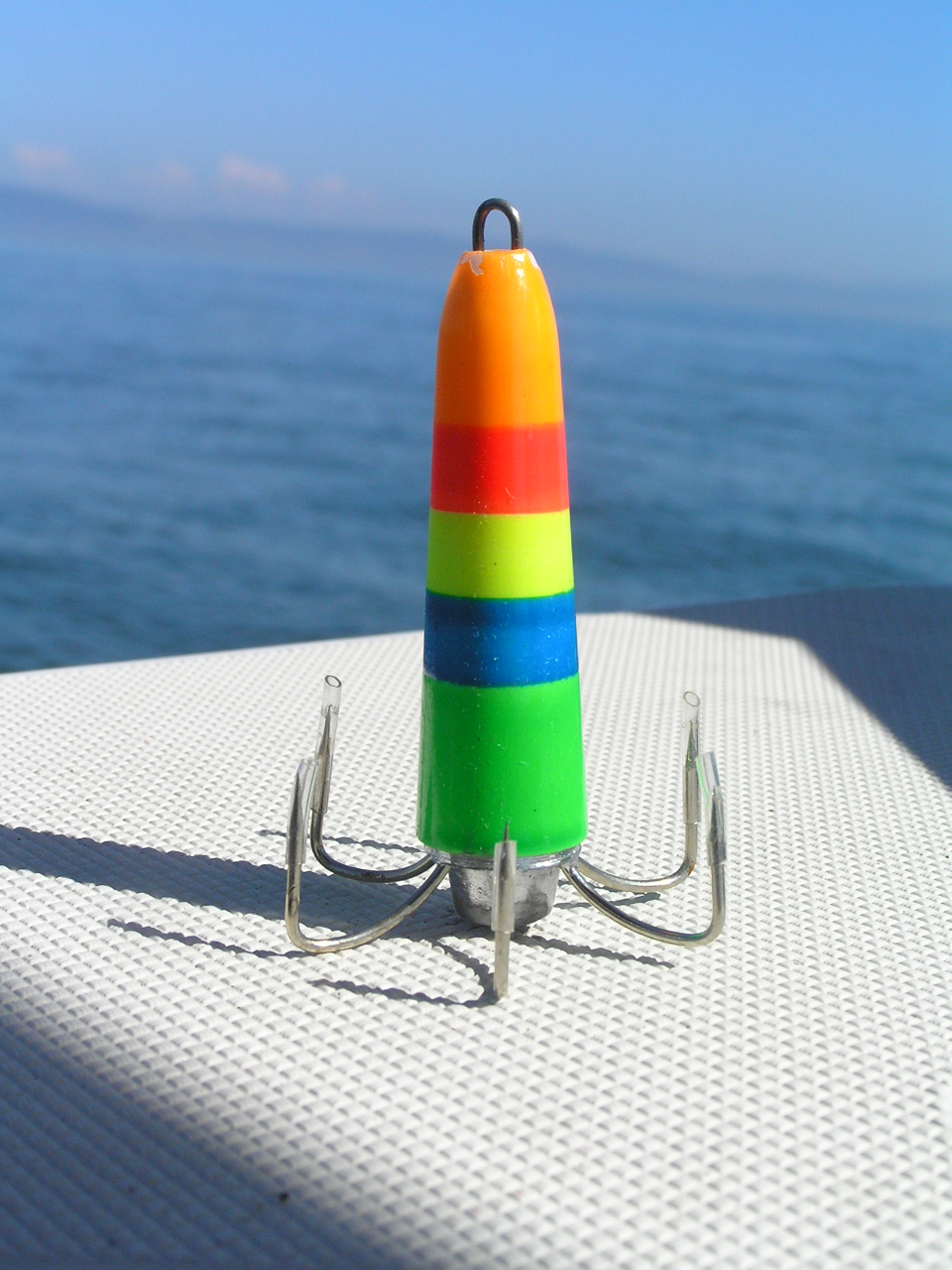
イイダコを釣るためのイイダコテンヤ

擬似餌の大きさ、用途によってフックと呼ばれる針が1～4本ほど擬似餌の下部又は側部に装備されている。また、餌木やスッテと呼ばれる日本のイカ釣り用の擬似餌には、傘状でかえしの無い特殊な針が付けられている。なお、フライなどの毛針には、そのまま針に毛が巻き付いている。
擬似餌が捕食対象ならば対象魚の口に、攻撃対象なら口又はスレ掛かりとして体のどこかにフックが掛かるしくみとなっている。
大きさは様々で、ピーナッツ～ワインボトル以上の大きさまで多種多様、色や模様のパターンも非常に多岐にわたっている。
タイプとしては、水面に浮くタイプ・沈むタイプ・水中で静止するタイプ、リップという板状のものを抵抗にして沈むタイプ等などがあり、ルアーのトップウォータープラグやリップの付いたルアー（ミノーやクランクベイト）は基本的に浮き（フローティングタイプ）、ジグやスプーン、スピナーと呼ばれる金属製のルアーや餌木は基本的に沈み（シンキングタイプ）、一部のリップ付きルアーは水中で静止ないし極ゆっくり浮くか沈むかする（サスペンドタイプ）。

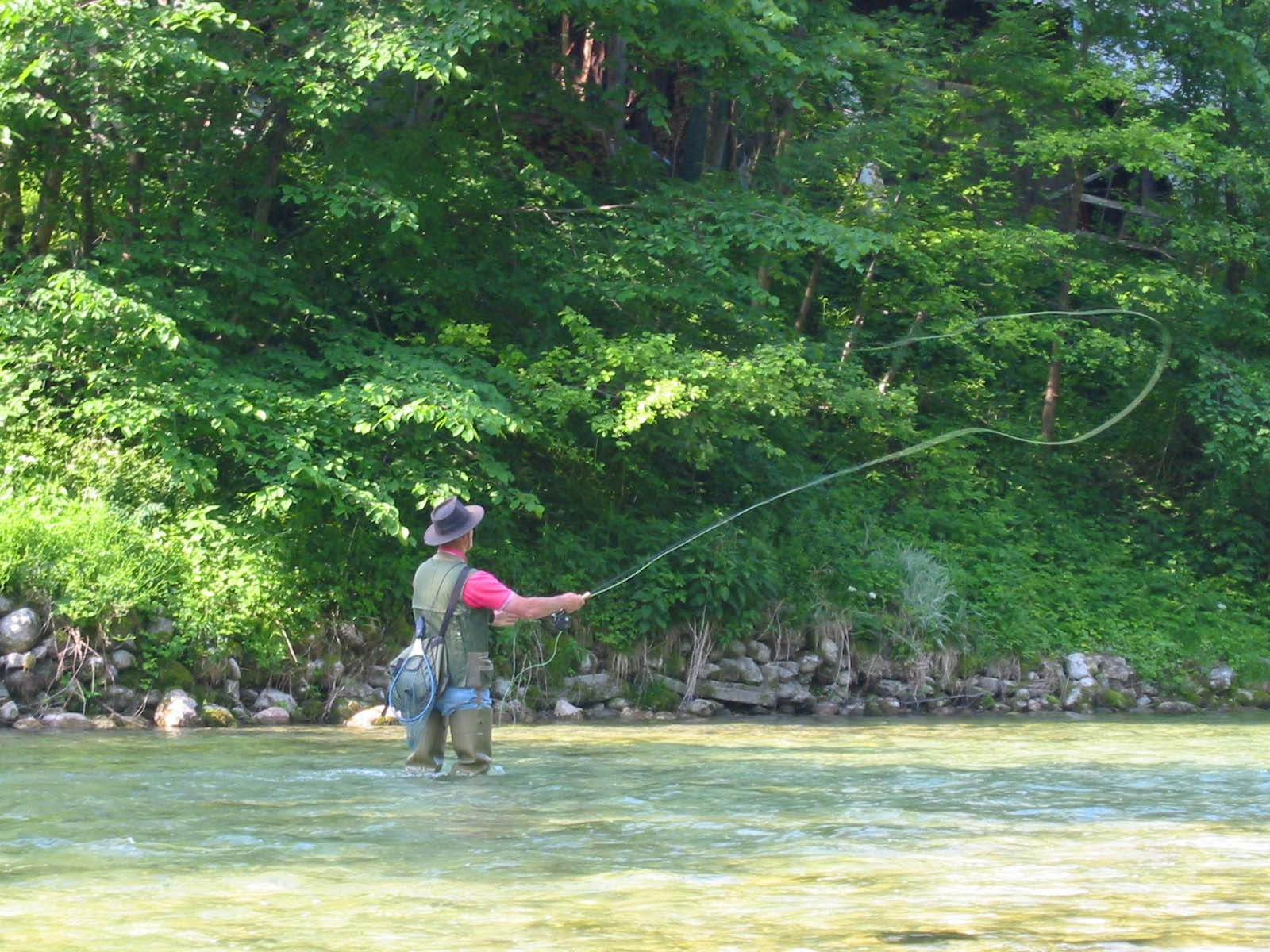
フライを使った釣り（スロベニア）

アピールの仕方については、プラグ自身の動きによってアピールするタイプ・水面に泡をたて、はじける音でアピールするタイプ・水の抵抗を利用して振動するタイプ・表面塗装により様々な色を反射させるタイプ・音源となる金属球又はそれに準じた音を発生するものをプラグ内に内蔵しているもの・上記の複合タイプなどがあり、また魚の動きに非常に近づけたものもある。

## 主な擬似餌
- ルアー
  - ジグ
  - スプーン
  - ポッパー
  - スピナー
- 日本古来の擬似餌
  - 餌木
  - 弓ツノ
  - スッテ
  - バケ
- フライ
  - 毛針
- サビキ

## 擬似餌を使った釣法
- ルアーフィッシング
  - バスフィッシング
  - チニング
- フライフィッシング
  - ニンフフィッシング
- テンカラ釣り
- エギング
- カッタクリ
- サビキ釣り
- トローリング

## 擬似餌を捕食手段として用いる生物
肉食動物の中には体の一部が擬似餌として機能し、捕食対象を誘き寄せるものがいる。魚類のものは擬餌状体や誘引突起等と呼ばれる。
- アンコウ
  - チョウチンアンコウ
- ワニガメ
- クモオクサリヘビ